# 태초 (전한)
태초(太初)는 중국 전한(前漢) 무제(武帝)의 일곱 번째 연호이다. 기원전 104년에서 기원전 101년까지 4년 동안 사용하였다. 기원전 104년 5월에 달력을 개정하여 태초력(太初曆)을 제정한 것을 계기로 개원하였다. 태초력은 기존 달력의 10월을 정월(正月)로 하였기 때문에 태초 원년은 기존 달력의 10월부터 다음해 12월까지 15개월 동안을 포함하고 있다.

## 연대대조표
| 태초                | 원년         | 2년          | 3년          | 4년          |
| 서력                | 기원전 104년 | 기원전 103년 | 기원전 102년 | 기원전 101년 |
| 육십간지 (六十干支) | 정축(丁丑)   | 무인(戊寅)   | 기묘(己卯)   | 경진(庚辰)   |

## 같이 보기
- 다른 왕조의 같은 연호
  - 전진(前秦) 태초(386년 ~ 393년)
  - 서진(西秦) 태초(388년 ~ 408년)
  - 남량(南凉) 태초(397년 ~ 399년)
  - 유송(劉宋) 태초(453년)

- 중국의 연호

| 이전 연호 원봉(元封) | 중국의 연호 전한(前漢) | 다음 연호 천한(天漢) |